# Köhlingen
Köhlingen ist ein Ortsteil der Gemeinde Tosterglope in Niedersachsen und als Rundling angelegt.

## Geschichte
Der Ort wurde 1296 erstmals unter dem Namen villam cholme erwähnt. Im Jahr 1848 wurden im Statistischen Handbuch für das Königreich Hannover für den Ort fünf Wohngebäude mit 44 Einwohnern angegeben.